# Khmer Tự do

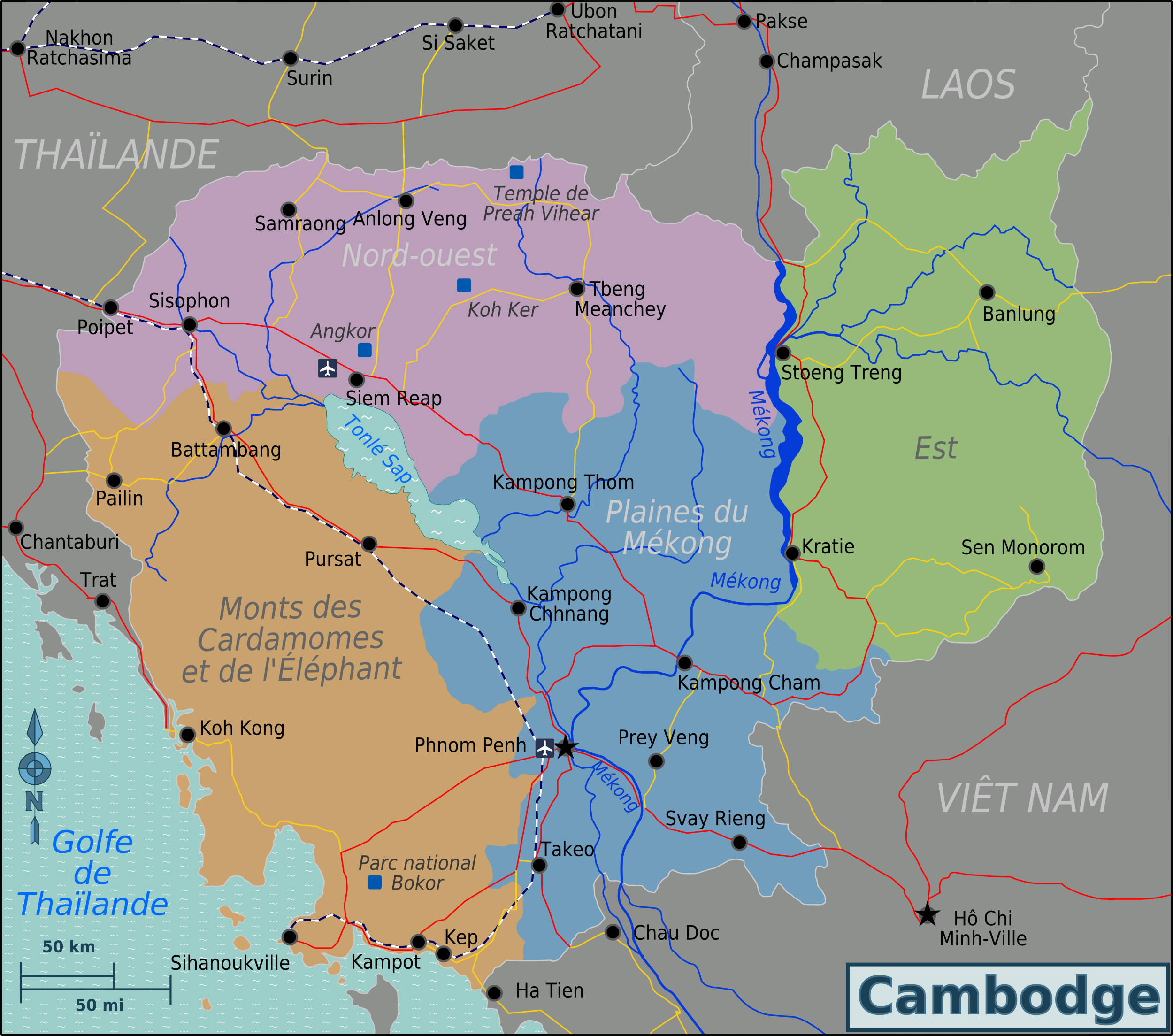
Các vùng tại Campuchia

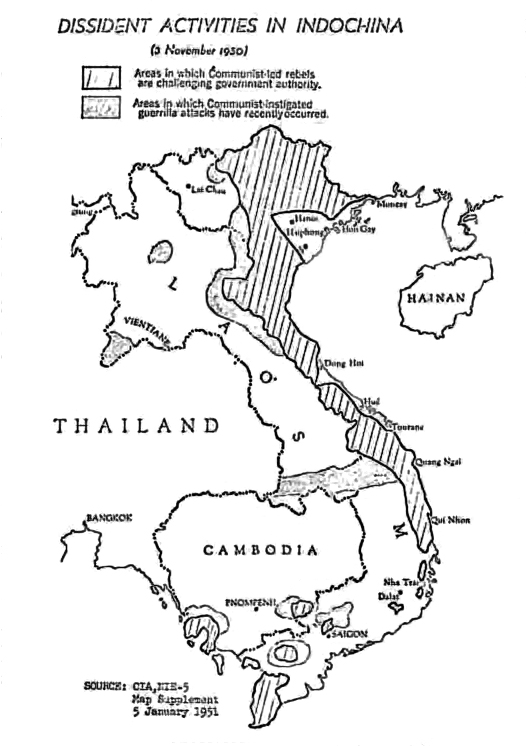

Khmer Tự do (nguyên gốc: Khmer Serei, 
đọc là Khơme Xơrây) là lực lượng vũ trang chống chế độ quân chủ và kể cả cộng sản do chính trị gia theo chủ nghĩa dân tộc Campuchia Sơn Ngọc Thành, người hai lần làm Thủ tướng Campuchia (vào năm 1945 và 1972) sáng lập.